# Везонский собор (529)
Везонский собор (529) (лат. Concilium Vasense) — был проведен 5 ноября 529 года в Везоне, на юге Франции. На нём присутствовало двенадцать епископов, над которыми председательствовал епископ Арля Цезарий. На соборе были приняты следующие пять канонов:
1. Приходские священники по соблюдаемому во всей Италии обычаю обязаны принимать в свои дома молодых неженатых чтецов, чтобы те могли обучаться распевать псалмы, а также изучать Библию.
2. Постановлено, что священник может проповедовать в своём приходе, а когда он болен, диаконы читают прихожанам сочинения отцов церкви. Ранее это было прерогативой епископов.
3. Предписано часто повторять Кирие элейсон на утрене, мессе и вечерне, а Sanctus поётся трижды на мессе даже в Великий пост и на мессах по усопшим.
4. На каждой массе полагается упоминать папу римского.
5. Стих «как было в начале» должен повторяться после краткого славословия.